# Vincent Massey

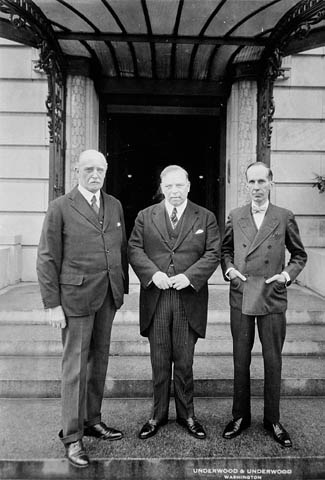
Vincent Massey (rechts) mit Premierminister William Lyon Mackenzie King (Mitte) und Botschafter Esme Howard (links), 1927

Charles Vincent Massey, PC, CC, CH (* 20. Februar 1887 in Toronto; † 30. Dezember 1967 in London, Vereinigtes Königreich) war ein kanadischer Diplomat und Politiker. Nach fast zwei Jahrzehnten Tätigkeit als Botschafter war er von 1952 bis 1959 der 18. Generalgouverneur von Kanada und der erste Kanadier, der dieses Amt innehatte.

## Biografie
Vater Chester D. Massey war der Inhaber von Massey-Harris, der Vorgängerin des international tätigen Traktorenherstellers Massey Ferguson. Die Familie gehörte zu den wohlhabendsten in Toronto und unterstützte zahlreiche wohltätige Organisationen. Masseys jüngerer Bruder war der kanadische Schauspieler Raymond Massey, womit er der Onkel der britischen Schauspieler Anna Massey und Daniel Massey ist.
Massey erhielt seine Schulbildung am St. Andrew’s College in Aurora. Anschließend studierte er Geschichte an der University of Toronto und am Balliol College in Oxford fort. 1914 wurde er als Dekan des Victoria College der University of Toronto berufen. Von 1921 bis 1925 war er Vorsitzender des Familienunternehmens Massey-Harris. Premierminister William Lyon Mackenzie King, den er während seiner Studienzeit in Toronto kennengelernt hatte, ernannte ihn im September 1925 zum Minister ohne Geschäftsbereich. Massey benötigte einen Sitz im Unterhaus, unterlag aber einen Monat später bei der Unterhauswahl 1925 und musste zurücktreten.
1926 ernannte ihn King zum ersten Botschafter Kanadas mit vollem diplomatischen Status, woraufhin er im darauf folgenden Jahr seine Tätigkeit in Washington, D.C. aufnahm. 1930 trat er zurück, um die Ernennung als Hochkommissar in London anzunehmen. Die liberale Regierung erlitt jedoch bei der Unterhauswahl 1930 eine Niederlage und der neue Premierminister Richard Bedford Bennett widerrief die Ernennung. Als die Liberalen mit King ab 1935 wieder an der Macht waren, konnte Massey dieses Amt doch noch antreten und übte dieses bis 1946 aus.
Über die Familienstiftung, die Massey Foundation, war Vincent Massey sozial engagiert, vor allem im Bildungsbereich. 1949 folgte seine Ernennung zum Vorsitzenden der Kommission für die nationale Entwicklung von Kunst, Literatur und Wissenschaft. Ziel der Kommission war es, die Unabhängigkeit der kanadischen Kultur gegenüber den USA zu bewahren. 1951 veröffentlichte sie den Massey Report, der zur Gründung der kanadischen Nationalbibliothek und des Canada Council for the Arts (Kulturrat) führte.
Am 1. Februar 1952 wurde Massey zum Generalgouverneur von Kanada ernannt und vier Wochen später vereidigt. Er war der erste Kanadier in diesem Amt und vertrat den Monarchen gegenüber der Regierung. Massey bereiste das Land ausgiebig und war bestrebt, eine eigenständige kanadische Identität zu schaffen, ohne jedoch die Bindungen zum britischen Mutterland aufzugeben. Auch trat er weiterhin als Förderer von Kunst und Wissenschaft auf. Am 15. September 1959 übergab er das Amt an Georges Vanier.
Massey setzte seine philanthropische Arbeit fort. 1963 eröffnete er das Massey College der University of Toronto, das mit Geldern der Massey Foundation finanziert worden war. Noch während seiner Amtszeit hatte er ein von Großbritannien unabhängiges Auszeichnungssystem für Kanadier vorgeschlagen. 1964 wurde er in die American Academy of Arts and Sciences gewählt. Massey gehörte zu den ersten, die 1967 in den neuen Order of Canada aufgenommen wurden. Im selben Jahr starb er während eines Besuchs in London. Am 15. November 1974 ehrte die kanadische Regierung, vertreten durch den für das Historic Sites and Monuments Board of Canada zuständigen Minister, Massey für sein Wirken und erklärte ihn zu einer „Person von nationaler historischer Bedeutung“.